# Oenunutono
Oenunutono is een bestuurslaag in het regentschap Kupang van de provincie Oost-Nusa Tenggara, Indonesië. Oenunutono telt 1175 inwoners (volkstelling 2010).